# Villadia aristata
Villadia aristata es una especie de la familia de las crasuláceas, comúnmente llamadas, siemprevivas, conchitas o flor de piedra (Crassulaceae), dentro del orden Saxifragales en lo que comúnmente llamamos plantas dicotiledóneas, aunque hoy en día se agrupan dentro de Magnoliopsida. El nombre del género fue dado en honor al Dr. Manuel Villada (1841 – 1924), quien fuera médico, botánico y editor de la revistas “La Naturaleza”, la especie V. aristata, hace referencia a la presencia de aristas en las hojas, sépalos y pétalos.

## Descripción
Planta glabra, pero papilosa, raíces gruesas, rosetas de invierno densas, de 1-2.5 cm de diámetro, tallos florales de 1-3 dm de alto que mueren hasta cerca de la base después de florecer; hojas oblongo-lanceoladas a oblanceoladas, agudas, algo aquilladas en el ápice, espolonadas, de 8-16 mm de largo, verdes, Inflorescencia subespigada a subpaniculada de 20 cm de alto, con 12-100 flores, pedicelos de menos de 1 mm de largo, sépalos anchamente lanceolados, agudos, de 35-45 mm de largo; corola elípsoídal o subglobosa, de 4-5 mm de largo, blanca a rosada; pétalos con mucrón subapical; ovario corto, estilo corto. Cromosomas n= 10.

## Distribución
Endémica de México, en los estados de Coahuila, Nuevo León, Tamaulipas, San Luis Potosí.
Localidad tipo: San Luis Potosí: ladera occidental de la Sierra de Álvarez.

## Hábitat
Se ha observado en zonas de bosque de coníferas hasta cerca de los 3,800 m s. n. m.

## Estado de conservación
No se encuentra catalogada bajo algún estatus o categoría de conservación, ya sea nacional o internacional.